# 1613

## Събития
- На руския престол се възкачва представител на Романовата династия.

## Родени
- 15 септември – Франсоа дьо Ларошфуко, френски писател
- 23 декември – Карл Густав Врангел, шведски фердмаршал

## Починали
- Чиголи, художник